# ژولیوس و اتل روزنبرگ
ژولیوس روزنبرگ (به انگلیسی: Julius Rosenberg) ‏ (۱۹۱۸ – ۱۹۵۳) اتل روزتبرگ (به انگلیسی: Ethel Greenglass Rosenberg) ‏ (۱۹۱۵ – ۱۹۵۳) زن و شوهر یهودی کمونیست آمریکایی بودند که هر دو به جرم جاسوسی و دادن اطلاعاتی راجع به سلاح‌های اتمی به شوروی در آمریکا اعدام شدند. آنها از فعالان «اتحادیه کمونیستهای جوان»، سازمان جوانان حزب کمونیست آمریکا بودند.

## واکنش‌ها
در خلال ماجرای محاکمهٔ روزنبرگ‌ها و وقایع بعد از اعدام آن‌ها نظریه‌های مختلفی مطرح شد یکی از این نظریه‌ها دلالت بر این داشت که آمریکا می‌خواهد برخورداری شوروی از بمب اتمی را، که عامل مهمی برای برتری نظامی آمریکا بر بقیه جهان بعد از جنگ جهانی دوم محسوب می‌شد، به جاسوسی ربط دهد نه رشد علمی و توانمندی‌های اتحاد جماهیر شوروی برای همین روزنبرگ‌ها را بدون مدرک کافی محاکمه و اعدام کردند.
به عقیدهٔ نویسندهٔ لومند دیپلماتیک، آمریکایی‌ها به علت عدم وجود مدارک برای اثبات اتهامات جاسوسی، از روزنبرگ‌های یهودی و کمونیست به عنوان گوشت قربانی استفاده کردند.
در جهان، به‌ویژه در پایتخت‌های اروپای غربی، اعتراض‌ها با اعتصاب و تظاهرات به نفع روزنبرگ‌ها، همراه با سرمقاله‌هایی در روزنامه‌های طرفدار آمریکا، و نیز درخواست عفو پاپ برگزار شد. پرزیدنت آیزنهاور، با حمایت افکار عمومی و رسانه‌های داخلی، خواسته‌های خارج از کشور را نادیده گرفت.
ژان پل سارتر، فیلسوف و نویسنده اگزیستانسیالیست مارکسیست برنده جایزه نوبل ادبیات، محاکمه را لینچ‌کردن، ساحره‌گیری و اوتو دافه خواند.

### در ایران
اعدام روزنبرگ‌ها در ایران نیز در بین روشن‌فکران واکنش‌هایی را به همراه داشت. از جمله هوشنگ ابتهاج در تیر ۱۳۳۲ شعری برای آن‌ها سرود به نام روزنبرگ‌ها که در کتاب یادگار خون سرو آمده است.